# Simon de Graaff

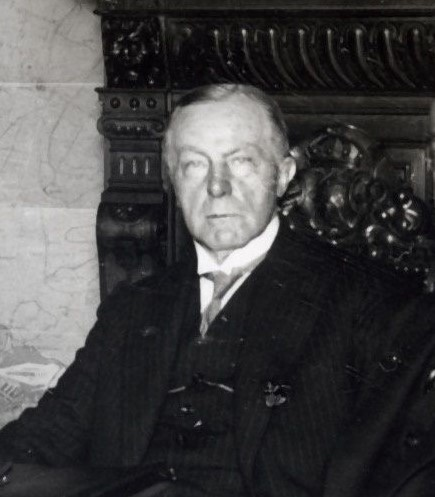
S. de Graaff

Simon de Graaff (Lisse, 24 augustus 1861 - Oegstgeest, 2 oktober 1948) was een Nederlands conservatief en protestants, zij het partijloos, politicus.
De Graaff was de zoon van een bloemist uit de bollenstreek. Hij volgde eerst de HBS in Leiden en daarna de opleiding tot Indisch ambtenaar aan de Rijksinstelling voor onderwijs in de taal-, land- en volkenkunde van Nederlandsch-Indië, eveneens in Leiden. Tot 1915 vervulde hij vervolgens verschillende ambtelijke functies in Nederlands-Indië, waaronder die van controleur op Java en Madoera en regeringscommissaris voor de hervorming van het Bestuur op Nederlands-Indië.
In 1915 kreeg hij eervol ontslag uit deze laatste functie. Hij woonde toen een aantal jaren ambteloos in Den Haag. In 1919 werd hij benoemd tot minister voor Koloniën in het Kabinet-Ruijs de Beerenbrouck I. Als zodanig stond hij aan de wieg van de oprichting van de Nederlands-Indische Aardolie Maatschappij. Ook was hij nauw betrokken bij de oprichting van de Billitonmaatschappij.
De Graaff was een tamelijk ambtelijke minister. Hij had een scherper oog voor details dan voor de grote lijnen. Zijn optreden in de zogenaamde affaire rond de olievelden van Djambi (waarbij allerlei ogenschijnlijk duistere en - voor de Tweede Kamer geheimgehouden correspondenties met de gezant van de Verenigde Staten over de verdeling van rechten een rol speelden) leverde hem de bijnaam Simon de Leugenaar op. 
De Graaff zou in 1925 met het hele kabinet Ruijs de Beerenbrouck aftreden. In het Derde kabinet Ruijs zou De Graaff opnieuw minister van Koloniën worden.
De Graaf was getrouwd met Hubertina Naessens. Het paar kreeg geen kinderen.